# Yojer Medina
Yojer Enrique Medina, né le 5 septembre 1973, est un athlète vénézuélien spécialiste du lancer du poids et du lancer du disque.

## Biographie

### Palmarès
| Date | Compétition                                      | Lieu                 | Résultat | Épreuve          | Performance |
| ---- | ------------------------------------------------ | -------------------- | -------- | ---------------- | ----------- |
| 1991 | Championnats d'Amérique du Sud                   | Manaus               | 3e       | Lancer du poids  | 16,35 m     |
| 1993 | Championnats d'Amérique du Sud                   | Lima                 | 2e       | Lancer du poids  | 17,52 m     |
| 1993 | Championnats d'Amérique du Sud                   | Lima                 | 3e       | Lancer du disque | 52,90 m     |
| 1993 | Jeux d'Amérique centrale et des Caraïbes         | Ponce                | 3e       | Lancer du poids  | 17,96 m     |
| 1993 | Jeux d'Amérique centrale et des Caraïbes         | Ponce                | 3e       | Lancer du disque | 54,94 m     |
| 1995 | Championnats d'Amérique du Sud                   | Manaus               | 2e       | Lancer du poids  | 18,82 m     |
| 1995 | Championnats d'Amérique centrale et des Caraïbes | Guatemala            | 1er      | Lancer du poids  | 18,46 m     |
| 1997 | Championnats d'Amérique centrale et des Caraïbes | San Juan             | 1er      | Lancer du poids  | 18,11 m     |
| 1998 | Jeux d'Amérique centrale et des Caraïbes         | Maracaibo            | 1er      | Lancer du poids  | 19,42 m     |
| 1998 | Coupe du monde des nations                       | Johannesburg         | 6e       | Lancer du poids  | 19,08 m     |
| 2000 | Championnats ibéro-américains                    | Rio de Janeiro       | 2e       | Lancer du poids  | 18,89 m     |
| 2001 | Championnats d'Amérique du Sud                   | Manaus               | 2e       | Lancer du poids  | 18,49 m     |
| 2001 | Championnats d'Amérique centrale et des Caraïbes | Guatemala            | 1er      | Lancer du poids  | 18,86 m     |
| 2002 | Championnats ibéro-américains                    | Guatemala            | 2e       | Lancer du poids  | 19,27 m     |
| 2002 | Jeux d'Amérique centrale et des Caraïbes         | Salvador             | 1er      | Lancer du poids  | 19,63 m     |
| 2002 | Jeux d'Amérique centrale et des Caraïbes         | Salvador             | 3e       | Lancer du disque | 51,98 m     |
| 2003 | Championnats d'Amérique du Sud                   | Barquisimeto         | 2e       | Lancer du poids  | 19,29 m     |
| 2003 | Championnats d'Amérique centrale et des Caraïbes | Grenade              | 1er      | Lancer du poids  | 19,12 m     |
| 2005 | Championnats d'Amérique du Sud                   | Cali                 | 2e       | Lancer du poids  | 18,32 m     |
| 2006 | Championnats ibéro-américains                    | Ponce                | 1er      | Lancer du poids  | 18,79 m     |
| 2006 | Jeux d'Amérique centrale et des Caraïbes         | Carthagène des Indes | 3e       | Lancer du poids  | 17,97 m     |
| 2007 | Championnats d'Amérique du Sud                   | São Paulo            | 3e       | Lancer du poids  | 18,44 m     |
| 2007 | Jeux panaméricains                               | Rio de Janeiro       | 8e       | Lancer du poids  | 18,10 m     |

### Records
| Épreuve           | Performance  | Lieu         | Date             |
| ----------------- | ------------ | ------------ | ---------------- |
| Lancer du poids   | 20,01 m (RN) | Maracaibo    | 26 aout 2000     |
| Lancer du disque  | 57,42 m      | Valencia     | 22 novembre 1994 |
| Lancer du marteau | 60,34 m      | Barquisimeto | 4 avril 2003     |